# Barrera de hielo Jones
La plataforma de hielo Jones era una plataforma de hielo que ocupaba el canal Jones, situado entre la península Arrowsmith y la isla Blaiklock, en la costa oeste de la Tierra de Graham (Antártida). Fue nombrada por el Comité de Topónimos Antárticos del Reino Unido en 1981 por asociación con el canal.
La plataforma fue estable entre 1947 y 1969, aumentando de los 3 a los 12 metros sobre el nivel del mar, bloqueando el canal. En los años 1970 empezó su regresión, hasta que desapareció completamente en 2003.